# Somme-Bionne
Somme-Bionne è un comune francese di 81 abitanti situato nel dipartimento della Marna nella regione del Grand Est.

## Società

### Evoluzione demografica
Abitanti censiti